# 魏霸
魏霸（？年—？年），字喬卿，濟陰郡句陽縣（今山東省菏澤市）人。家中世代都懂禮儀，官至東漢光祿大夫、長樂衛尉。

## 生平
魏霸小時候喪親，兄弟同居，州裡的人們都很羨慕他們兄弟感情和睦。
建初年間，魏霸被舉薦爲孝廉，八次遷官，漢和帝時爲鉅鹿太守。爲政簡樸寬恕。掾史有過錯，魏霸先教誨其過失，不願更改的才罷免職務。有些官吏向魏霸闡述其他官吏的壞話，魏霸總是表彰官吏的優點，始終不說他們的缺點，毀訴的人都感到慚愧，於是這種誣告的風氣漸漸平息。
永元十六年（公元104年），魏霸被任命為將作大匠。隔年（公元105年），漢和帝駕崩，魏霸掌管建造順陵。當時天寒地凍，朝廷派來使者督責催促，經常懲罰縣吏以厲魏霸。魏霸只有安撫而已，並不責怪下位的人，還安慰他們說現在諸位被侮辱，都是他的過錯。官吏們對魏霸的恩德心存感激，全都盡全力加快施工進度。
延平元年（公元106年），魏霸替代尹勤爲太常。隔年（公元107年），魏霸因病請求致仕，後被任命為光祿大夫。周章接任太常。
永初五年（公元111年），魏霸被任命為長樂衛尉，以病請求辭職，後來複任光祿大夫，在任內逝世。

## 軼事
魏霸任鉅鹿太守時，魏霸的妻和子沒有在官舍居住，魏霸常想念兄嫂在家勤勞受苦，認為自己家則都在享樂。於是經常穿粗布衣服，不吃魚肉，妻子親自養蠶織布，兒子則親自耕田農作，魏霸兄弟和孩子們同甘共苦。鄉里的人們都很羨慕，受到魏霸一家感化。
魏霸任光祿大夫時。魏霸的妻子去世，其兄為照顧弟弟為他挑選一位妻子，送到官舍。魏霸笑說他兒子都有了，還有必要養一位婦女？隨即入拜其妻，手奉案前。跪說：「夫人視老夫復何中空，而空失計義，不敢讓您有所委屈。」即拜而出。妻子感到羞慚，請求離去，於是送還。
《太平御覽》引謝承《後漢書》言魏霸字嶠卿，《初學記》引用謝承《後漢書》則是喬卿。范曄《後漢書》亦是喬卿。

## 魏霸玉印

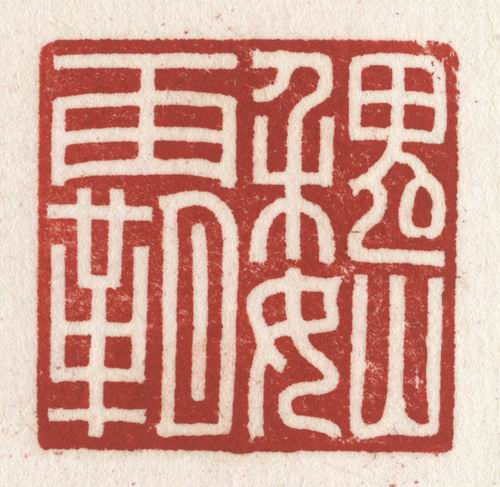
魏霸印

魏霸玉印是漢朝玉印中的精品，也是現存漢朝形制最大的一方私印。尺寸：纵2.8cm，横2.9cm，高1.9cm 。現今館藏於上海博物館。

## 惠應廟
魏霸去世後，村里的人們將他奉為土地神祭祀，惠應廟位於新市西郊古村梅林柏林坪，是為了紀念魏霸而建。嘉泰三年（公元1203年），賜廟額惠應。

## 延伸阅读
[在维基数据编辑]
 《後漢書/卷25》，出自范晔《後漢書》
 《東觀漢記》